# Мерфі (вулкан)
Мерфі (англ. Mount Murphy) — щитовий вулкан, висотою 2705 м, розташований на південь від півострова Ведмедя в Землі Мері Берд на північно-західному узбережжі Антарктиди, за 111 км на північ — північний схід від найближчого вищого вулкана Такахе (3 460 м).

## Загальні відомості

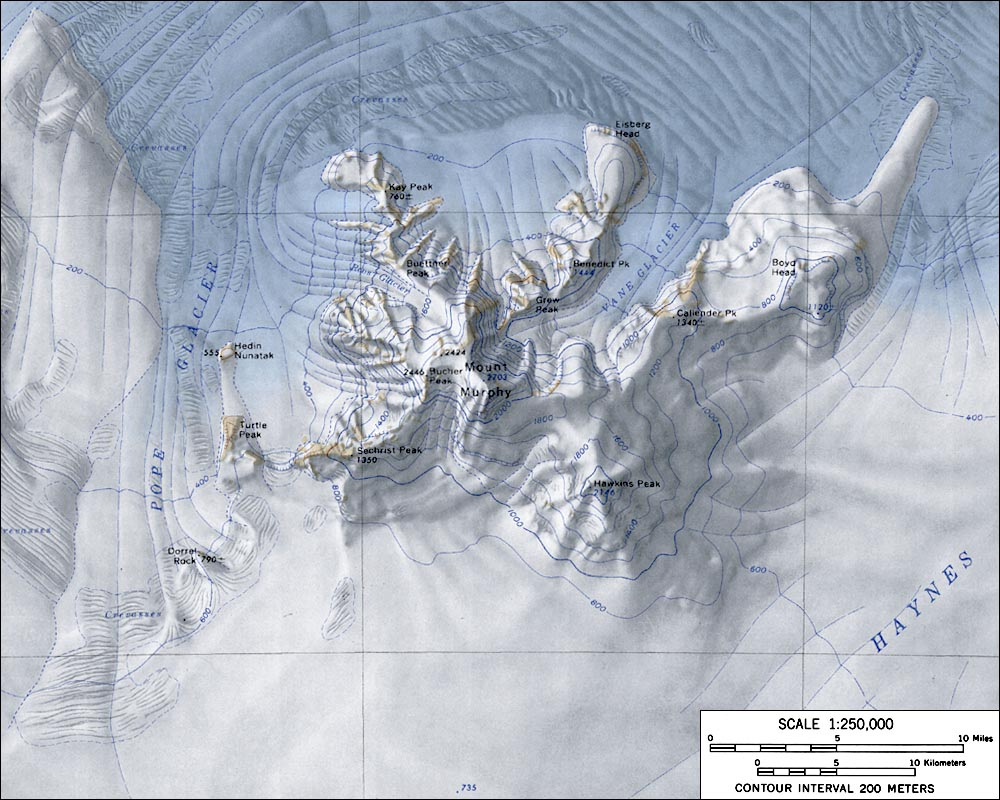
Топографічна мапа вулкана Мерфі (масштаб 1:250,000)

Вулкан Мерфі був відкритий в січні 1947 року, під час аерофотозйомки, яку виконувала експедиція військово-морського флоту США і названий на честь Роберта Мерфі, співробітника Американського музею природної історії, відомого фахівця з Антарктики та субантарктичних птахів. Під час служби на китобійному судні, він відкрив острови в регіоні Південна Джорджія.
Вулкан покритий вічними снігами, з крутими скелястими, підданими високій ерозії, схилами. Високий рівень ерозії пояснюється віком вулкана (понад 8 млн років) і відносною близькістю узбережжя Антарктики (близько 100 км), де швидкість і інтенсивність ерозійних процесів набагато вища. Обмежений горами Смітта, льодовиками Гайнса і Попе.
Останнє виверження відбулося у пізньому міоцені — більш точні дані відсутні.